# Csibefutam: A csirkefalatok hajnala
A Csibefutam: A csirkefalatok hajnala (eredeti cím: Chicken Run: Dawn of the Nugget) 2023-ban bemutatott brit stop-motion technikával elkészített gyurmafilm, amelyet Sam Fell rendezett. A 2000-es Csibefutam című film folytatása.
Egyesült Királyságba és Magyarországon 2023. december 15-én mutatta be a Netflix.

## Cselekmény
Mióta a csirkék megszöktek Tepsiné és Tepsi farmjáról, egy idilli menedékhelyen, egy tóban lévő szigeten telepedtek le, ahol boldogan élhetnek, biztonságban az emberektől. Rozsda és Rocky családot alapítanak és megszületik Molly. A patkányok, Csóró és Csali időnként ellátmányt hoznak.
Mollyból kalandvágyó 11 éves kislány lesz, akit Rozsda és Rocky igyekszik megvédeni a külvilágtól. A teherautók és építkezések megjelenése a szárazföldön aggasztja Rozsdát, hogy egy újabb csirkefarm épül, és a szülői szemlélet óvatosabbá válásával ő vezeti közösségét, hogy jobban elrejtse magát.
Mollyt kíváncsisága arra készteti, hogy a szárazföldre osonjon, ahol egy Fürtös nevű tizenéves csirke menti meg az elgázolástól. A két barát felszáll egy csirkékkel teli teherautóra, amelyet a számukra vonzónak tűnő Fun-Land Farmra visznek. Rozsda és Rocky keresőcsapatot alakít Taréj, Csipa, Mac és Husi csirkékkel; üldözőbe veszik őket, és rájönnek, hogy a "farm" egy biztonsági rendszerektől hemzsegő, fejlett baromfifeldolgozó üzem.
Odabent Molly és Fürtös egy nagyszabású vidámparkot találnak, ahol a többi csirke – akik mind számozott elektronikus nyakörvet viselnek – lovagol, játszik stb. Rocky impulzívan katapultál a telepre, és véletlenül aktiválja a különböző biztonsági rendszereket, így Rozsda és a többiek megkapják az információt, amire szükségük van a behatoláshoz. Csatlakozik hozzájuk Csóró és Csali, akiket elválasztanak a többiektől, de találkoznak Rockyval.
Molly és Fürtös felfedezik, hogy a nyakörvek a többi csirkét gondtalan idiótává változtatják, ha aktiválják őket. Fürtöst elkapja a létesítmény tudósa, Dr. Frász, és nyakörvet ad rá; Molly elmegy, és megígéri, hogy visszajön érte.
Rozsda újra találkozik Mollyval, és elborzadva tudja meg, hogy ősellensége, Tepsiné vezeti az akciót Dr. Frásszal, az új férjével együtt. A nyakörvek arra szolgálnak, hogy elnyomják a csirkék félelmét, hogy finomabb csirkefalatkákat készítsenek Reginald Smith, egy gyorsétteremlánc üzletembere számára, aki új élelmiszereket keres. Tepsiné elfogja Rozsdát, és nyakörvet tesz rá, aminek sikertelenül ellenáll, de Rocky közbelép, és Molly kiszabadítja. A tyúkok, a kakas és a patkányok egy kukoricasilóban egyesülnek újra, ahonnan úgy menekülnek meg, hogy pattogatott kukoricát csinálnak belőle. Molly gyászolja Fürtös sorsát, ami arra készteti Rozsdát és a többieket, hogy visszaforduljanak, és segítsenek a többi tyúknak is.
Tepsiné utasítja Dr. Frászt, hogy indítsa el a csirkefalatkák gyártását, és ezzel kezdetét veszi a csirkék agymosását végző távirányítóért folytatott küzdelem Tepsiné és Rocky, Rozsda és Molly csapata között, miközben a mentőcsapat többi tagja megpróbálja visszatartani a feldolgozóba esztelenül masírozó csirkéket. A csirketrió megnyeri a harcot, és Tepsinét a gépbe küldi, hogy rántott csirkefalatként panírozzák, miközben az egész csirkepopuláció és a patkányok egy teherautóval menekülnek. Tepsiné megpróbálja megállítani őket, de Fürtös belelöki a telep vizesárkába, ahol a létesítmény biztonsági emberei kimentik, miközben a telephely felrobban a csirkék szabotázsától.
A csirkék visszatérnek a szigetre, és az életük visszatér a normális kerékvágásba: Molly és Fürtös légi felderítést végeznek a szárazföldi csirkefarmok után, a csirkecsapat pedig kiszabadítja azokat, akiket találnak.

## Szereplők
| Szerep         | Eredeti hang                    | Magyar hang        | Leírás                                                  |
| -------------- | ------------------------------- | ------------------ | ------------------------------------------------------- |
| Rozsda         | Thandiwe Newton                 | Román Judit        | Brit csirke és Rocky felesége.                          |
| Rozsda         | Julia Sawalha (archív felvétel) | Román Judit        | Brit csirke és Rocky felesége.                          |
| Rocky          | Zachary Levi                    | Dörner György      | amerikai egykori cirkuszi kakas és Rozsda férje.        |
| Molly          | Bella Ramsey                    | Staub Viktória     | Rozsda és Rocky lánya.                                  |
| Husi           | Imelda Staunton                 | Halász Aranka      | Cinikus csirke és egykori tojástojó bajnok.             |
| Mac            | Lynn Ferguson                   | Schell Judit       | Skót stréber csirke, Rozsda asszisztense.               |
| Taréj          | David Bradley                   | Fodor Tamás        | Idős kakas és egykori RAF kabalaállat                   |
| Csipa          | Jane Horrocks                   | Csarnóy Zsuzsanna  | Hülye csirke, aki ért a kötéshez.                       |
| Csóró          | Romesh Ranganathan              | Bochkor Gábor      | Cinikus dögevő patkány                                  |
| Csali          | Daniel Mays                     | Boros Lajos        | Komikus patkány, Csóró társa.                           |
| Fürtös         | Josie Sedgwick-Davies           | Gáspár Kata        | Csirke, akivel Molly összebarátkozik.                   |
| Reginald Smith | Peter Serafinowicz              | Csankó Zoltán      | A Sir Eat-a-Lot étteremlánc tulajdonosa.                |
| Dr. Frász      | Nick Mohammed                   | Járai Máté         | A Fun-Land Farms tudósa, aki Tepsiné második férje.     |
| Tepsiné        | Miranda Richardson              | Menszátor Magdolna | A csirkék egykori gazdája, aki most bosszút akar állni. |

### Magyar változat
- Magyar szöveg: Tóth Gábor
- Hangmérnök: Salgai Róbert
- Vágó: Házi Sándor
- Gyártásvezető: Kablay Luca
- Szinkronrendező: Molnár Ilona
- Produkciós vezető: Haramia judit

A szinkront az Iyuno Hungary készítette el.

## A film készítése
Miután 2000-ben elkészült a Csibefutam, Jeffrey Katzenberg, a DreamWorks Animation vezérigazgatója és a film egyik vezető producere felvetette az Aardman Animationsnak, hogy készítsenek folytatást. Az Aardman azonban elutasította a javaslatot, mivel úgy érezték, hogy nem állnak készen a folytatás elkészítésére, és az alkalmazottak is kimerültek az eredeti film elkészülte után, ezért inkább más projektekkel foglalkoztak. A folytatásról szóló ötletek és tárgyalások évekig keringtek, mígnem az első film stábjának számos tagja beleegyezett a történet folytatásába.
A Csibefutam folytatását 2018 áprilisában jelentették be. A DreamWorks nem vett részt a munkában, mivel az Elvitte a víz 2006-os megjelenése után megszűnt az Aardmannel való együttműködésük. Fell-t 2016-ban egy partin megkereste a film eredeti társrendezője, Peter Lord, és meggyőzte őt, hogy térjen vissza az Aardmanhez a folytatás rendezésére. Az eredeti film írói, Karey Kirkpatrick és John O'Farrell visszatértek.
A forgatás 2021 elején kezdődött.